# 159 (getal)
159 (honderdnegenenvijftig) is het natuurlijke getal volgend op 158 en voorafgaand aan 160.

## In de wiskunde
159 is:
- de som van drie opeenvolgende priemgetallen: 47 + 53 + 59;
- een Woodallgetal.

## Overig
- Het jaar 159 in de christelijke jaartelling.
- De Alfa Romeo 159 is een auto.